# Олешин
Оле́шин — село в Україні, у Хмельницькій міській громаді Хмельницького району Хмельницької області. Населення становить 2309 осіб.

## Географія
Територія села розташована на Подільській височині. Протяжність села з півночі на південь 3 км, а із заходу на схід — 2 км. З південного боку села протікає річка Південний Буг. На півночі межує з селом Іванківці. Зі сходу росте мішаний ліс. З західної сторони простягаються поля. Через село протікає річка Зелена, що впадає у Південний Буг. Площа населеного пункту — 380 га.

## Легенда виникнення назви
За однією з легенд, історію села розпочали декілька молодих сімей — вихідців з Прикарпаття. Наприкінці XIV століття невеличка група чоловіків з жінками на конях вирушили на схід у пошуках затишнішого місця від кліматичних негараздів та від постійно нападаючих ворогів.
Довго їхали вершники на схід, тримаючись берега річки Бог. Вони були високі на зріст — до двох метрів, мали великі ступні ніг та кисті рук. (Про це свідчили пізніше викопані кістяки перших поселенців). На одній із зупинок для відпочинку вершники уважно розглянули місцевість: річка Бог з чистою і прозорою водою, дуже багата на рибу, широкий до 2 км берег заріс очеретом та верболозом. Тут гніздиться різна птиця і дрібні звірі. На північ, за пагорбами, простягнувся ліс. А далі на схід за 3−4 км видно внизу село — на правій стороні Бога (теперішній Хмельницький). Тут вирішили мандрівники зупинитися для побудови жител. На пагорбах, на північ від берега річки почали будувати житла з глини й очерету. І до цього часу ця частина села зветься «гірка» (гора).
Жителі села були дуже бідні, ходили в потертій одежі, а влітку — напівголі. Тому їх назвали голиші. За селом збереглась назва Голишин край, пізніше Голишин, а згодом — Олешин. Про історичність цієї назви свідчить сусіднє село Іванківці, старожили якого і понині називають олешинців голишами, голишами, голошпігами. Поселенці почали спілкуватися з жителями сусіднього села — Плоскирівці. Одружувалися, збільшувалося число сімей. Займалися землеробством, мисливством, риболовлею. В Плоскирівцях (потім Проскурів) почало розвиватися ремісництво. Поселення голишів стали називати Голишин кут, пізніше село Голисин (Олешин). Про це свідчить брошура «Хронологія основних подій з історії міста Хмельницького». Відомо також за переказами, що від цих втікачів відділились Іван, Калиник, Гринь. Згодом і пішли назви навколишніх сіл — Іванківці, Велика Калинівка, Лісові Гринівці.

### Народна легенда про «Голий Шинок»
|  | …Ще за часів Козаччини (XVI—XVIII століття) на території Олешина був дуже дивний шинок — він стояв на острівці посеред Олешинського ставка. Коли козаки (М. Кривоніс, Б. Хмельницький, інші) проходили повз нашого села, то, звичайно, забігали випити по чарочці… Але у цьому шинку зовсім не було закуски, ні сальця, ні хліба… От і говорили вони: — Ти куди йдеш? — Туди, де голий шинок. Ніхто досі не знає, чому цей шинок був голим, але тепер ми живемо в Олешині. Люди кажуть, що вночі, на свято Покрови на острові, де стояв Голий Шинок, чути веселі голоси Кривоноса, Богуна, Хмельницького… |

## Історія
26 березня 1547 року король Сигізмунд Август II надав Мацею Влодеку з Германова у спадкове володіння Голишин (тепер Олешин; також Плоскирів (тепер Хмельницький), Леснів (тепер Лезневе)) із прилеглостями, «над Богом в повіті Кам'янецькім лежачими».
23-24 вересня 1604 року в селі зупинялося українсько-польське військо, яке 20 червня 1605 року захопило Москву.
За часів Королівства Польського та Речі Посполитої село входило до складу Плоскирівського староства.
Олешин та ще три села колишнього Проскурівського староства наприкінці XVIII століття російська імператриця Катерина II подарувала графові Івану Гудовичу. Далі власником села став його син — генерал-майор у відставці Кирило Гудович.

### XX століття
Німецька окупація села тривала 993 дні. 24 березня Олешин було звільнено від нацистів. Про звільнення Олешина оголосив диктор радіо інформбюро в Москві Левітан Ю. Б.
В 1985 році Олешинська сільська рада була в області в десятці найгірших по роботі і фінансах. В 2002 році Олешинська сільська рада на чолі з Главацьким А. М. за фінансовим станом, за поновлення бюджету за зароблені кошти посідала третє місце у Хмельницькому районі.

### XXI століття
У 2014 році мешканці Олешина брали участь у хмельницькому Євромайдані.

## Населення

### Мова
Розподіл населення за рідною мовою за даними перепису 2001 року:
| Мова            | Кількість | Відсоток |
| --------------- | --------- | -------- |
| українська      | 2289      | 97.65%   |
| російська       | 49        | 2.09%    |
| польська        | 2         | 0.09%    |
| румунська       | 1         | 0.04%    |
| інші/не вказали | 3         | 0.13%    |
| Усього          | 2344      | 100%     |

## Спорт
В Олешині розташовується ФК «Олешин», який був заснований у 1999 році.

## Відомі Люди
- Каплун Роман — полковник, працював у Міністерстві оборони СРСР, фронтовик.
- Каплун Сидір — військовий спеціаліст. Був командиром полку під час Другої світової війни.
- Білоус Сергій Денисович — закінчив у Москві військову академію зв'язку, полковник. Був заступником начальника Прикарпатського військового округу.
- Білоус Василь Денисович пішов шляхом брата Сергія, полковник.
- Ціпко Георгій Савович — підполковник, закінчив Калінінградське військове училище зв'язку.
- Донець Василь Степанович — майор. Закінчив Ризьке військове політучилище.
- Василівський Іван Кіндратович — полковник, ще до Другої світової війни закінчив льотне училище. Під час війни збивав у небі нацистських сесів.
- Дуда Віталій та Дуда Алла — закінчили Московський університет ім. Ломоносова та аспірантуру.
- Дуда Віталій Йосипович — доктор біологічних наук, професор.
- Дуда Алла Йосипівна — кандидат біологічних наук. Працюють у науково-дослідних інститутах Москви.
- Пілагін Євген — закінчив артилерійське військове училище, підполковник.
- Василівський Антон Кіндратович — закінчив Дніпропетровський університет, аспірантуру. Вчене звання — доктор фізико-математичних наук.
- Місяць Андрій Петрович — адвокат, громадський діяч, заступник голови Вищої кваліфікаційно-дисциплінарної комісії адвокатури, член Науково-консультативної ради, Номінаційного комітету, Експертної ради при Національній асоціації адвокатів України, кандидат юридичних наук, заслужений юрист України.
- Ніка Оксана Іванівна — закінчила Київський університет ім. Шевченка. У 39 років стала доктором філологічних наук, професор, доцент кафедри української мови цього ж університету.
- Фітькал Григорій Данилович — повний кавалер ордена Слави.

## Галерея

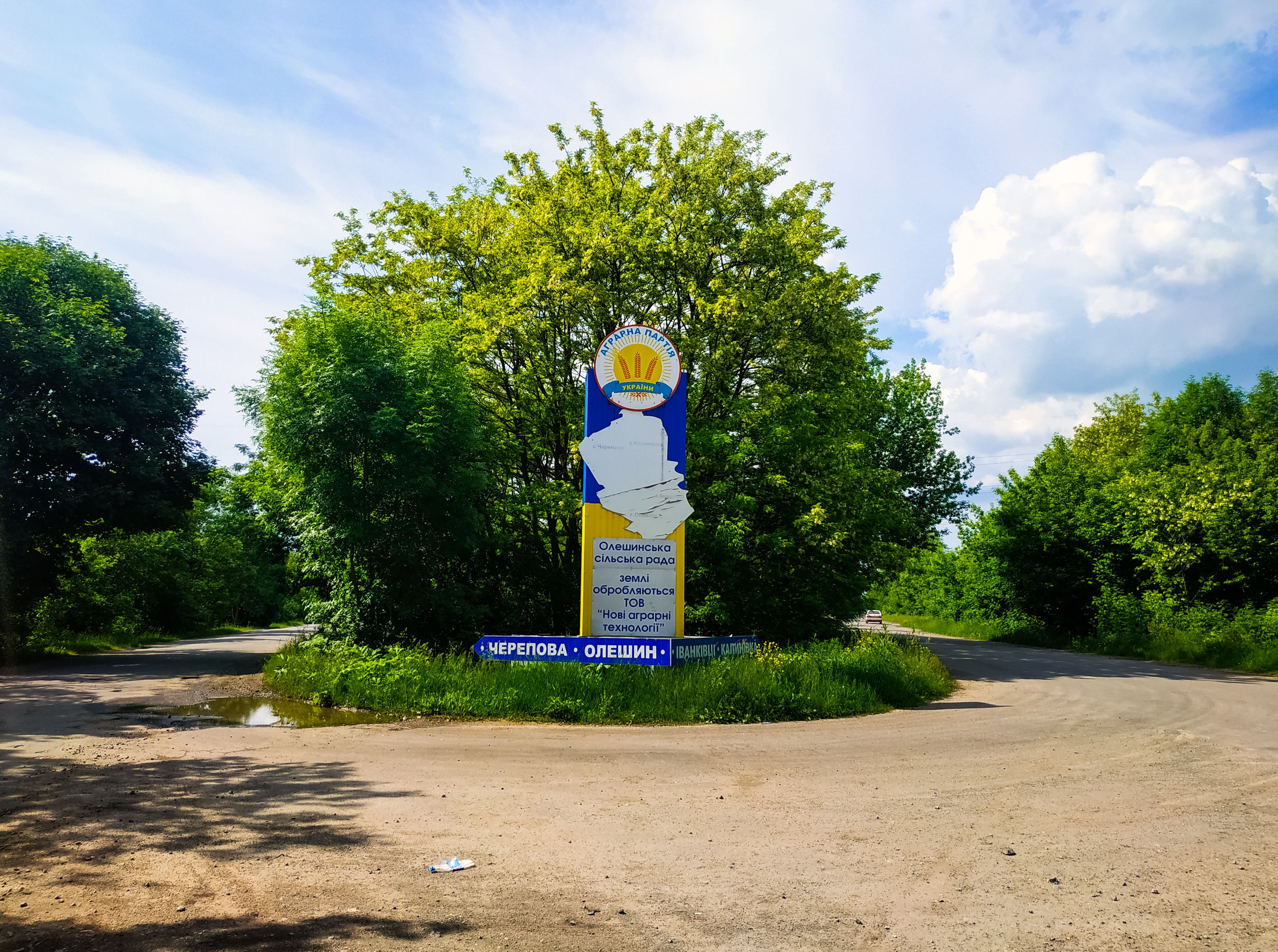
Олешин
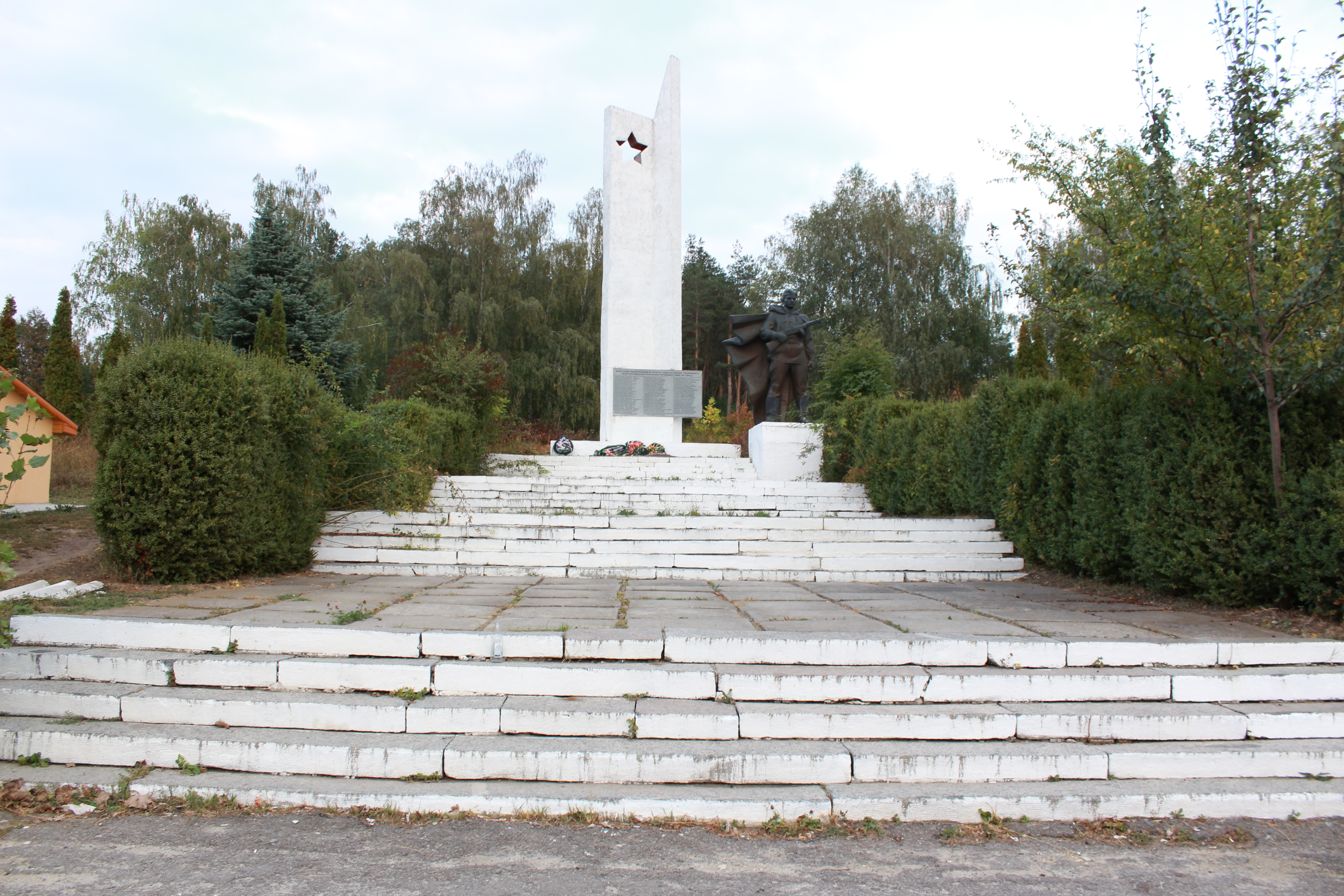
Пам'ятний знак на честь воїнів-односельців, село Олешин
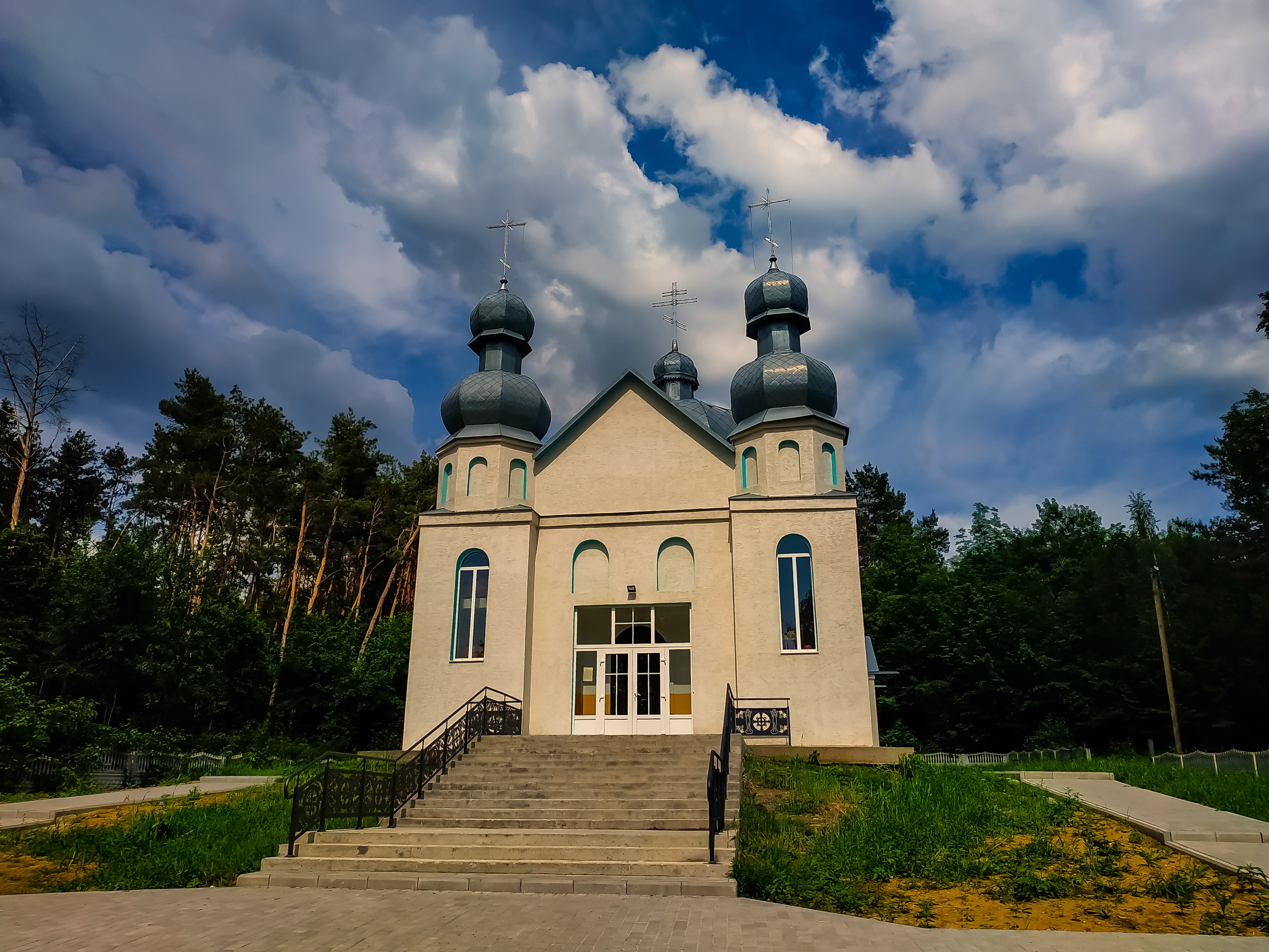
Церква в Олешині
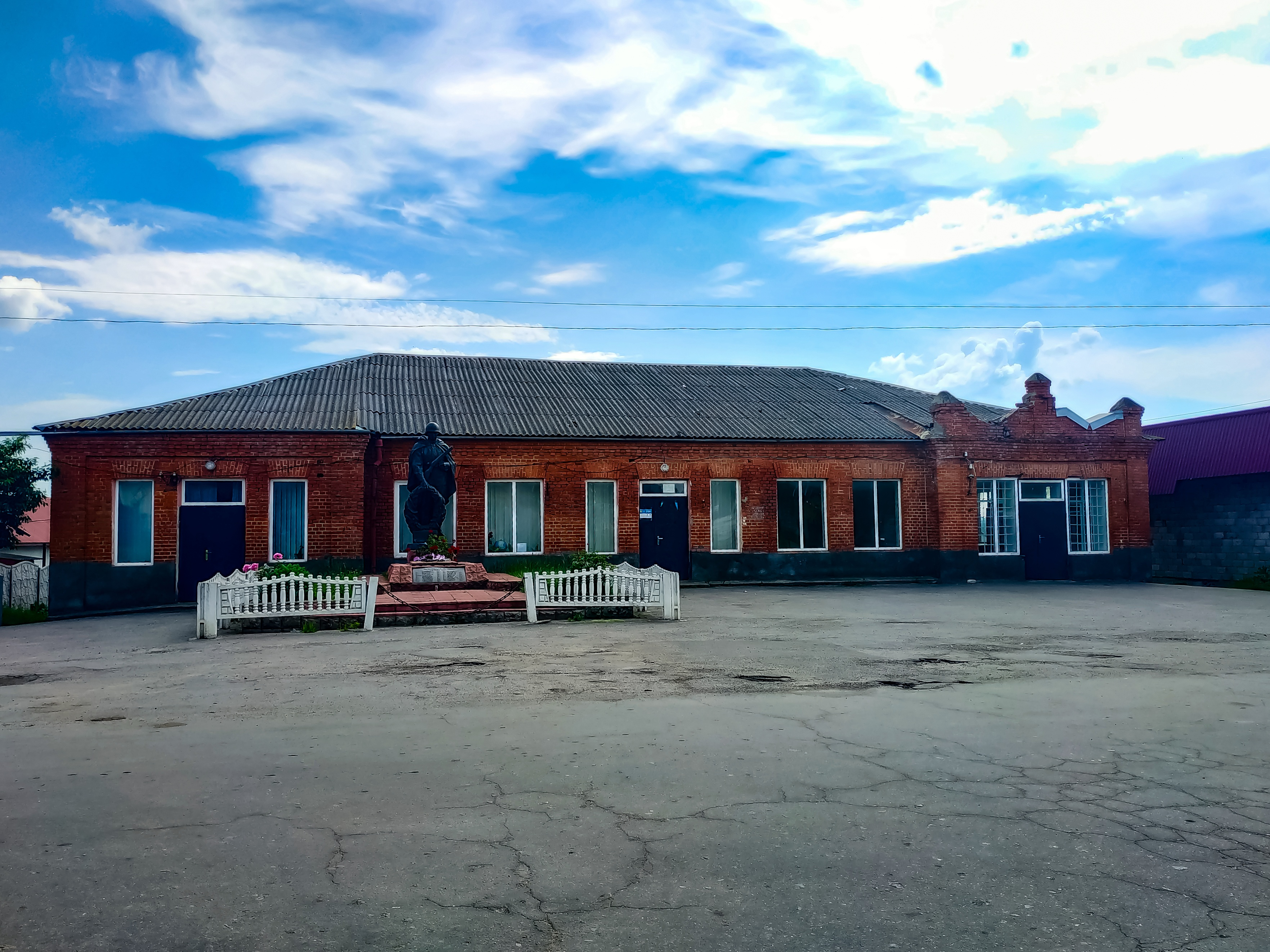
Будинок культури
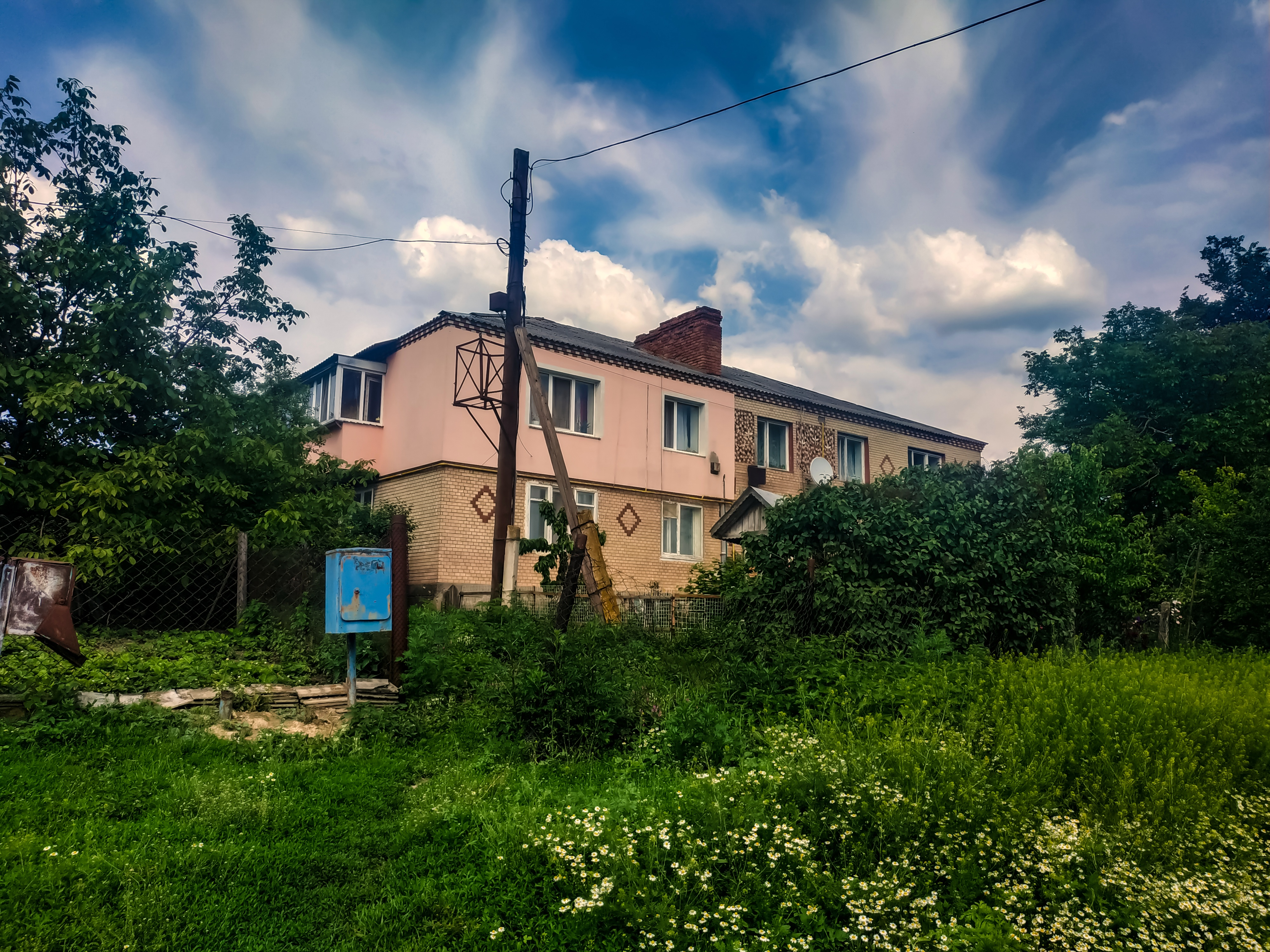
Двоповерховий будинок в центрі Олешина
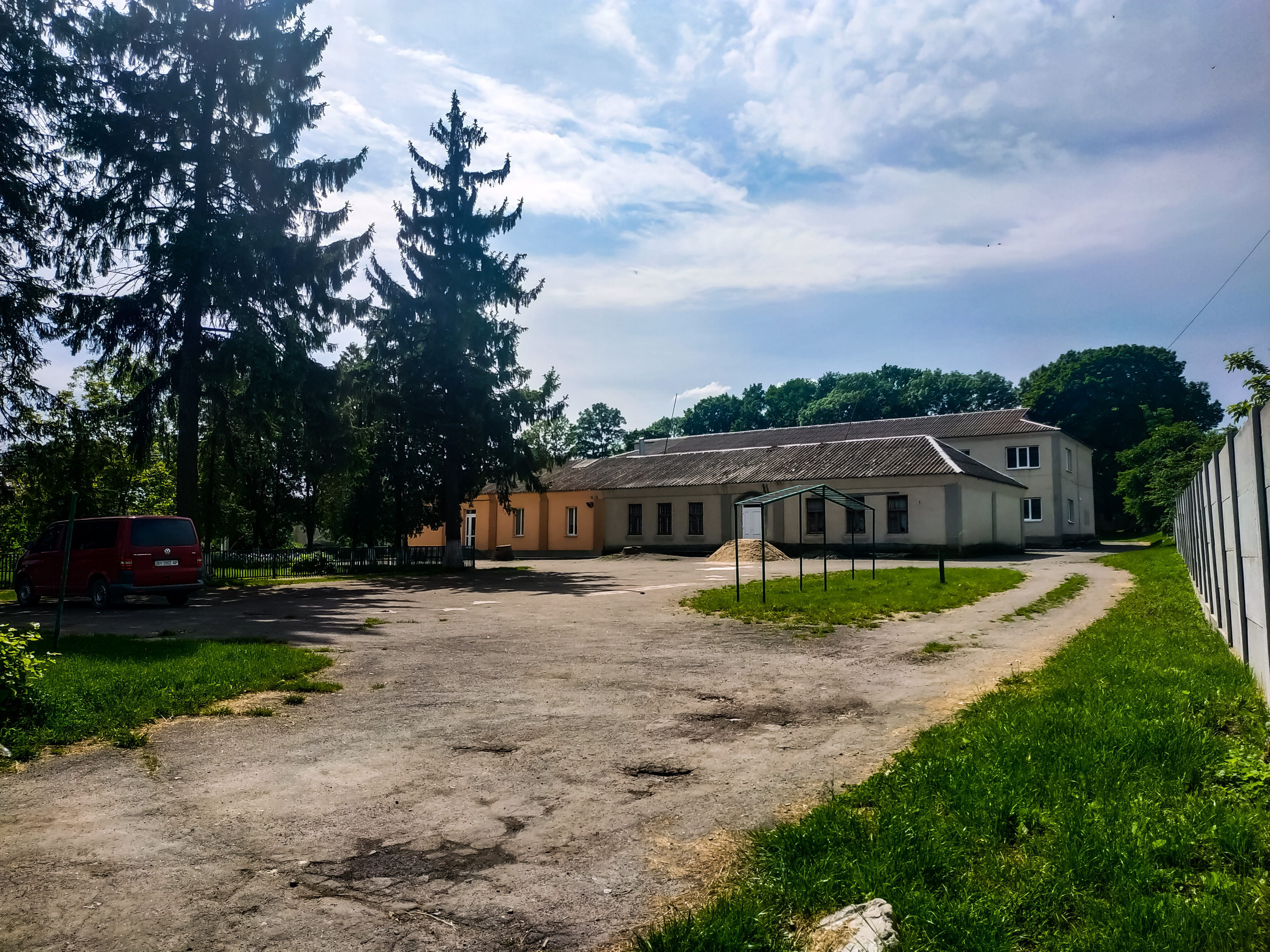
Школа
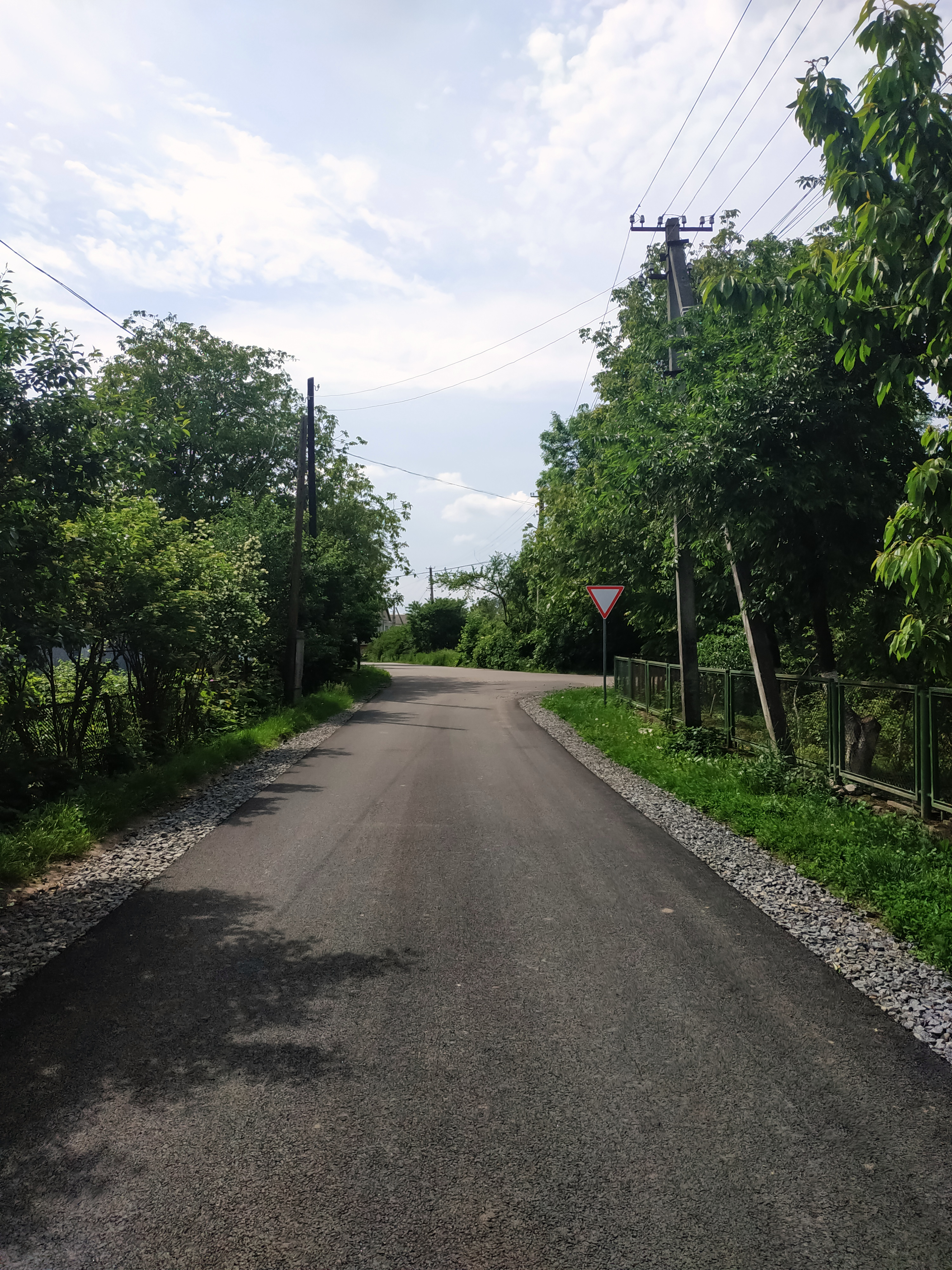
Вулиця Гагаріна
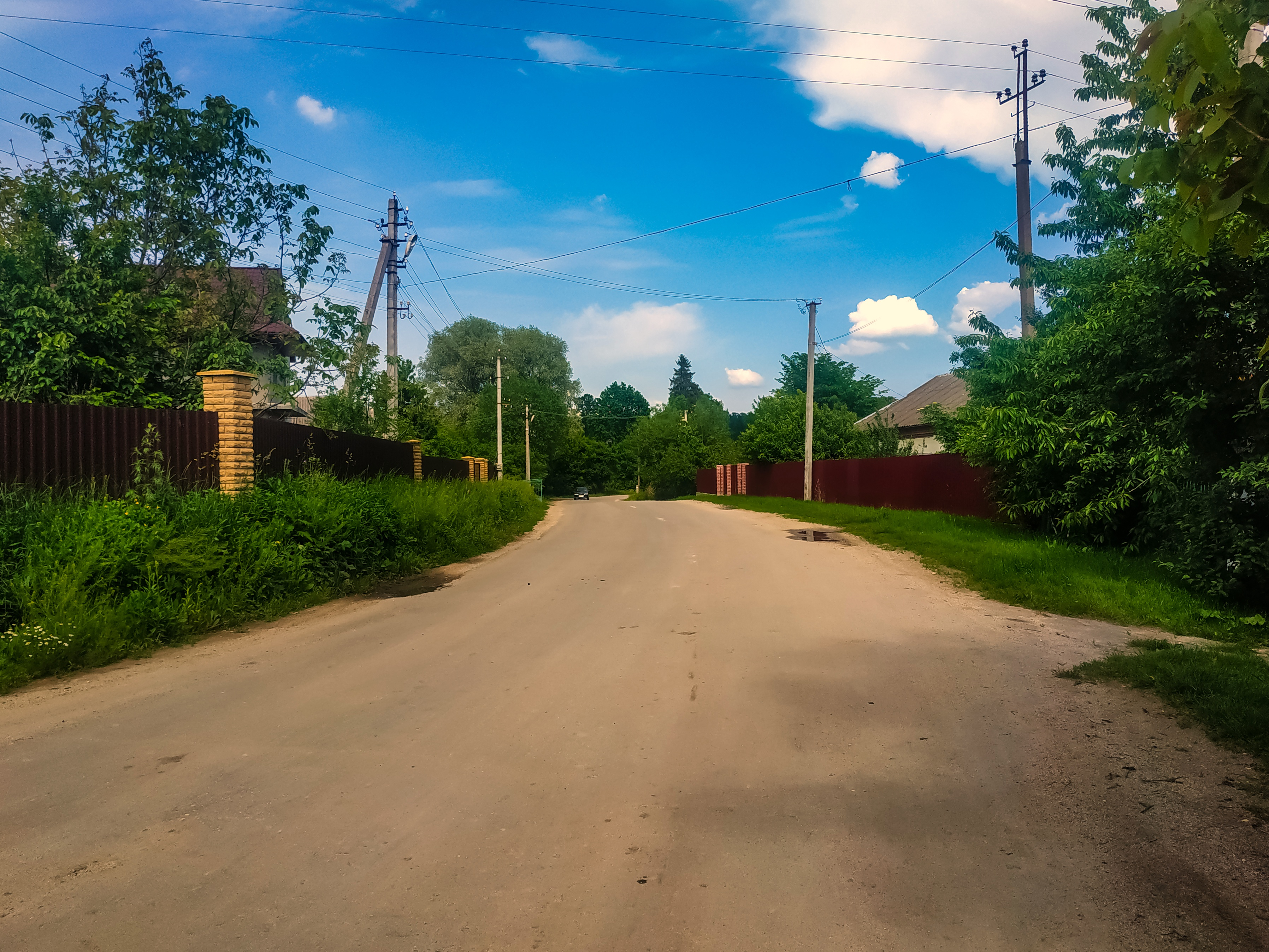
Вулиця Центральна
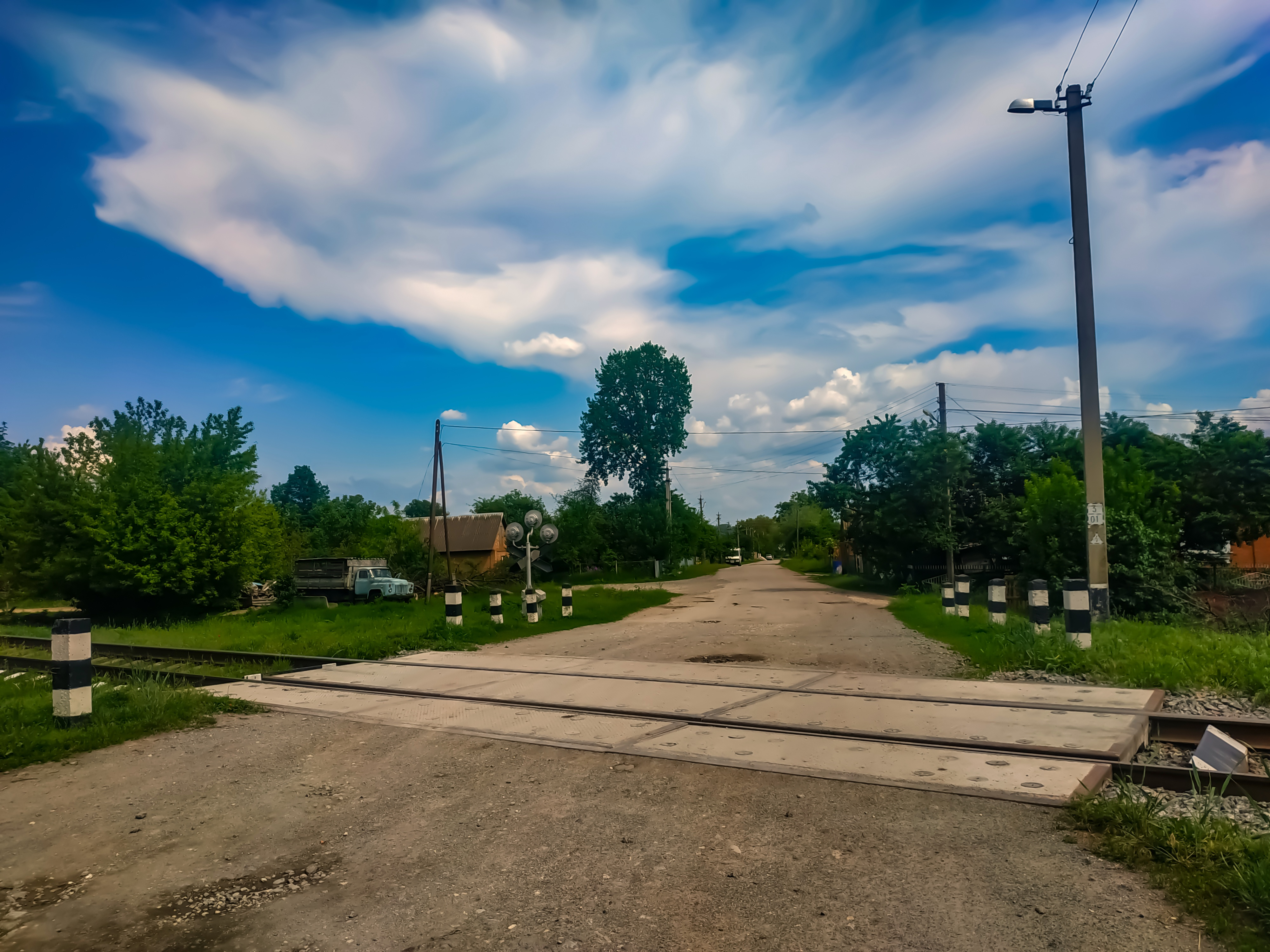
Залізничний переїзд в Олешині